# Uğur Şahin
Uğur Şahin (İskenderun, Turquia, 19 de setembro de 1965) é um médico alemão. Seus principais interesses de pesquisa são oncologia e imunologia. É desde 2006 professor de oncologia experimental na Universidade de Mainz e desde 2008 com sua mulher Özlem Türeci fundador e CEO da BioNTech. Şahin é um desenvolvedor líder de vacinas contra a COVID-19.

## Vida e formação
Nascido na Turquia, Şahin mudou-se aos 4 anos de idade com sua mãe para morar com seu pai, que trabalhava na Ford Germany em Colônia.

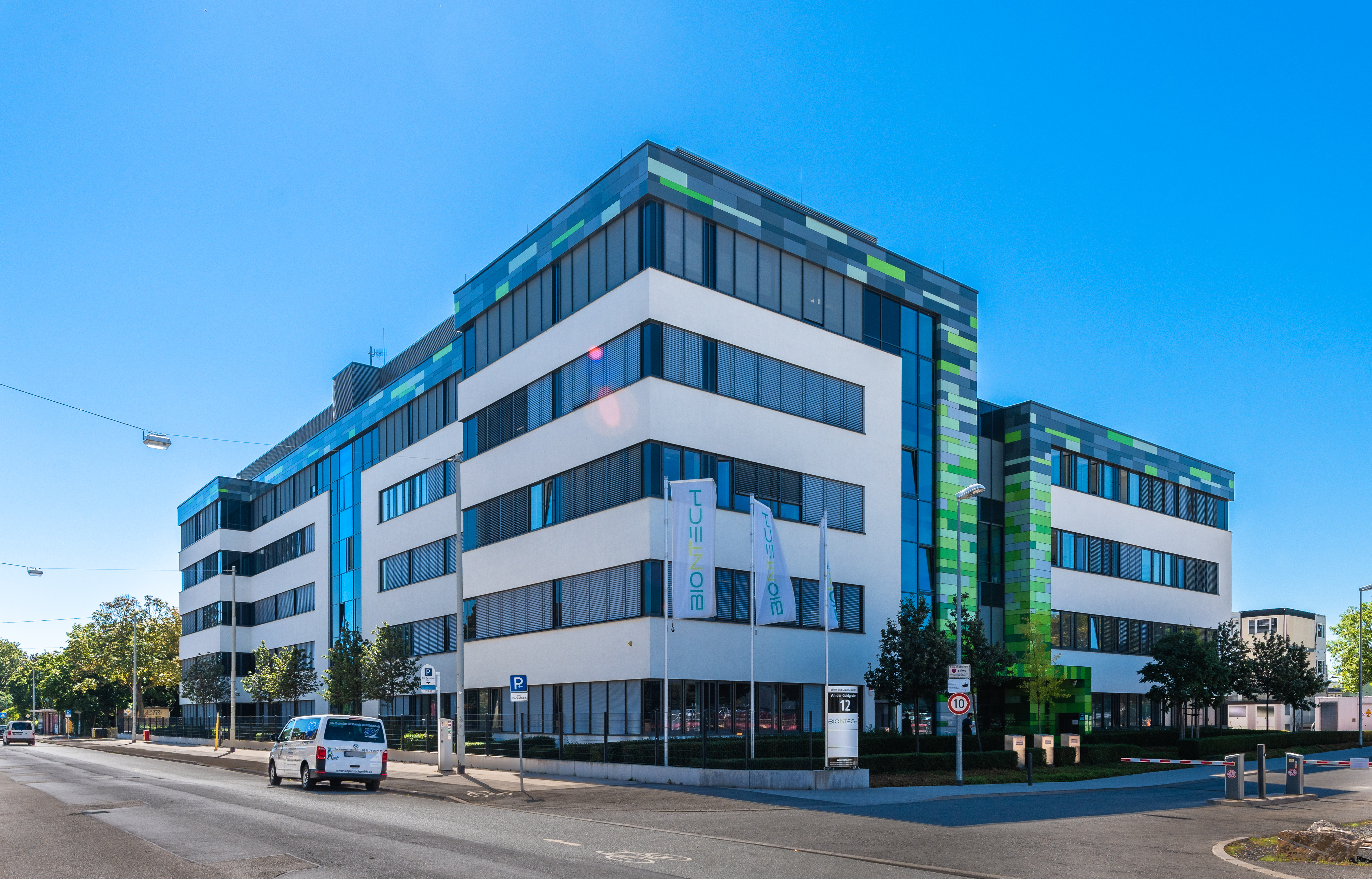
Sede da Biontech em Mainz

## Condecorações selecionadas
- 2019: Deutscher Krebspreis[7]

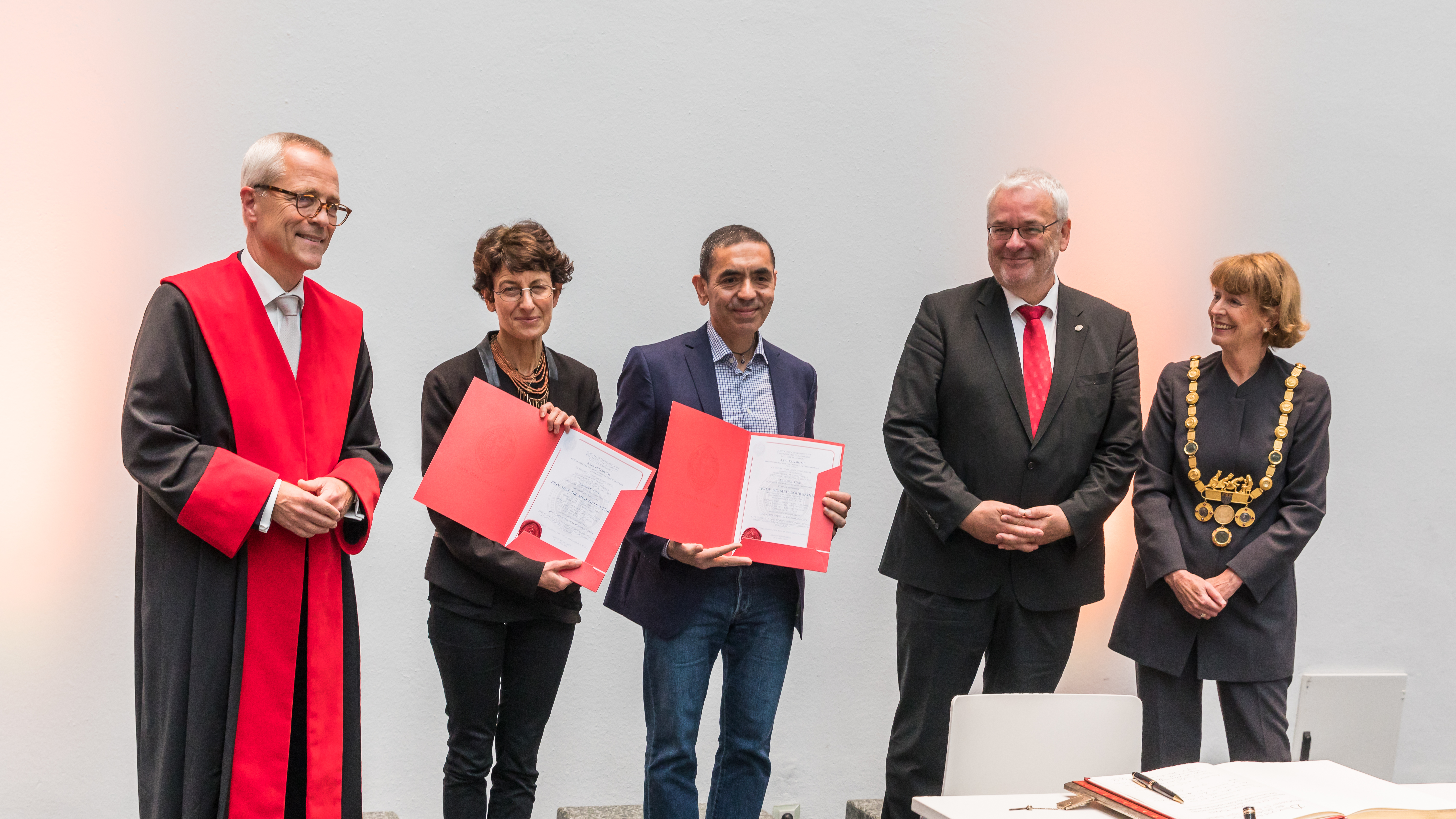
Entrega de doutoramento honoris causa, Faculdade de Medicina da Universidade de Colónia em 2021

- 2020: Financial Times Person of the Year (com Özlem Türeci)[8]
- 2021: Axel Springer Award (com Özlem Türeci)[9]
- 2021: Großes Verdienstkreuz mit Stern da Ordem do Mérito da República Federal da Alemanha (com Özlem Türeci)[10][11]
- 2021: eleito membro da Organização Europeia de Biologia Molecular (com Özlem Türeci)
- 2021: Prémios Princesa das Astúrias na categoria „Wissenschaftliche Forschung“ (com Özlem Türeci)[12]
- 2021: Doutor honoris causa da Faculdade de Medicina da Universidade de Colônia (com Özlem Türeci)[13]
- 2021: Entrada no Livro de Ouro da cidade de Colônia em 17 de setembro de 2021 (com Özlem Türeci)[14]
- 2021: European Manager of the Year (com Özlem Türeci)[15]
- 2021: Admissão no Hall da Fama da Pesquisa Alemã (com Özlem Türeci)[16]
- 2021: Deutscher Immunologie-Preis (com Özlem Türeci)
- 2021: Prêmio William B. Coley (com Katalin Karikó, Drew Weissman e Özlem Türeci)
- 2021: Prêmio Karl Heinz Beckurts (com Özlem Türeci, medalha de honra concedida pela primeira vez)[17]
- 2021: Medalha de Honra da Society for Immunotherapy of Cancer (SITC; com Özlem Türeci)[18]
- 2021: Deutscher Zukunftspreis (com Özlem Türeci, Christoph Huber e Katalin Karikó)
- 2022: Prêmio Paul Ehrlich e Ludwig Darmstaedter (com Özlem Türeci)[19]
- 2022: Doutor honoris causa da Universidade de Marburgo (com Özlem Türeci)[20]
- 2022: Doutor honoris causa da Universidade de Amsterdã (com Özlem Türeci)[21]
- 2022: Prêmio Louis Jeantet (com Özlem Türeci e Katalin Karikó)